# Arsienij Griciuk
Arsienij Siergiejewicz Griciuk, ros. Арсений Сергеевич Грицюк (ur. 15 marca 2001 w Krasnojarsku) – rosyjski hokeista, reprezentant Rosji, olimpijczyk.

## Kariera
- Awangard Omsk do lat 16 (2016-2017)
- Awangard Omsk do lat 17 (2017-2018)
- Awangard Omsk do lat 18 (2018/2019)
- Omskie Jastrieby (2018-2020)
- Iżstal Iżewsk (2019)
- Mietałłurg Nowokuźnieck (2020)
- Awangard Omsk (2020-2023)
- SKA Sankt Petersburg (2023-)

Wychowanek Sokoła Krasnojarsk. Karierę rozwijał w Awangardzie Omsk. Grał w juniorskich rozgrywkach MHL, w zespołach farmerskich w lidze WHL, a od 2020 w seniorskim Awangardzie w lidze KHL. W kwietniu 2021 przedłużył kontrakt z tym klubem o dwa lata. W maju 2023 został zawodnikiem SKA.
Uczestniczył w turniejach mistrzostw świata juniorów do lat 18 edycji 2019 oraz mistrzostw świata juniorów do lat 20 edycji 2021. W barwach reprezentacji Rosyjskiego Komitetu Olimpijskiego uczestniczył w turnieju zimowych igrzysk olimpijskich 2022.

## Sukcesy
Reprezentacyjne
- Srebrny medal mistrzostw świata juniorów do lat 18: 2019
- Srebrny medal zimowych igrzysk olimpijskich: 2022

Klubowe
- Puchar Gagarina: 2021 z Awangardem Omsk
- Złoty medal mistrzostw Rosji: 2021 z Awangardem Omsk
- Puchar Otwarcia: 2021 z Awangardem Omsk

Indywidualne
- MHL (2019/2020):
  - Dziewiąte miejsce w klasyfikacji kanadyjskiej w sezonie zasadniczy: 28 goli[3]
  - Jedenaste miejsce w klasyfikacji kanadyjskiej w sezonie zasadniczy: 35 asyst[4]
  - Ósme miejsce w klasyfikacji kanadyjskiej w sezonie zasadniczy: 63 punkty[5]
- KHL (2021/2022):
  - Najlepszy pierwszoroczniak miesiąca - listopad 2021[6], grudzień 2021[7], styczeń 2022[8]
  - Najlepszy pierwszoroczniak etapu - ćwierćfinały konferencji[9], półfinały konferencji[10]
  - Nagroda dla najlepszego pierwszoroczniaka sezonu KHL im. Aleksieja Czeriepanowa[11][12]
- Hokej na lodzie na Zimowych Igrzyskach Olimpijskich 2022 – turniej mężczyzn:
  - Zwycięski najazd w serii pomeczowych rzutów karnych w spotkaniu RKO - Szwecja 2:1[13]
- KHL (2023/2024):
  - Najlepszy napastnik miesiąca - styczeń 2024[14]